# Jeux sud-asiatiques de 2016
Les Jeux sud-asiatiques de 2016 ont lieu du 5 au 16 février 2016 à Guwahati et Shillong en Inde.

## Nations participantes

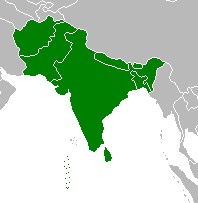
Nations participantes.

Huit nations ont pris part aux Jeux sud-asiatiques de 2016.
- Afghanistan
- Bangladesh
- Bhoutan
- Inde
- Maldives
- Népal
- Pakistan
- Sri Lanka

## Sports
23 sports sont au programme des Jeux sud-asiatiques de 2016:
- Athlétisme
- Badminton
- Basketball
- Boxe
- Cricket
- Cyclisme
- Football (résultats détaillés)
- Haltérophilie
- Handball
- Hockey sur gazon
- Judo
- Kabaddi
- Kho kho
- Lutte
- Natation
- Squash
- Taekwondo
- Tennis
- Tennis de table
- Tir à l'arc
- Tir sportif
- Triathlon
- Volley-ball
- Wushu

## Tableau des médailles
Ci-dessous est présenté le tableau des médailles par nation à l'issue des Jeux sud-asiatiques de 2016.
| Rang  | Nation      | Or  | Argent | Bronze | Total |
| ----- | ----------- | --- | ------ | ------ | ----- |
| 1     | Inde        | 188 | 90     | 30     | 308   |
| 2     | Sri Lanka   | 25  | 63     | 98     | 186   |
| 3     | Pakistan    | 12  | 37     | 57     | 106   |
| 4     | Afghanistan | 7   | 9      | 19     | 35    |
| 5     | Bangladesh  | 4   | 15     | 56     | 75    |
| 6     | Népal       | 3   | 23     | 34     | 60    |
| 7     | Maldives    | 0   | 2      | 1      | 3     |
| 8     | Bhoutan     | 0   | 1      | 15     | 16    |
| Total | Total       | 239 | 240    | 310    | 789   |